# Wheeling (Missouri)
Wheeling è un comune degli Stati Uniti d'America, situato nello Stato del Missouri, nella contea di Livingston.